# Axel Rudolph
Axel Rudolph (* 26. Dezember 1893 in Köln-Nippes; † 30. Oktober 1944 im Zuchthaus Brandenburg-Görden), auch Heinrich Weiler und Richard Erden, war ein deutscher Autor von Kriminal- und Abenteuerromanen in den 1930er Jahren. Er wurde 1944 hingerichtet.

## Leben bis 1932
Axel Rudolph wurde (unter dem Namen Oskar Karl Alexius Rudolph) als einziges Kind einer dänischen Mutter und eines schwedischen Vaters in Köln-Nippes geboren. Der Vater arbeitete als Volksschullehrer. Als Kohlenarbeiter im Ruhrpott arbeitete Axel Rudolph bis zum Beginn des Ersten Weltkriegs – als Kriegsfreiwilliger in Belgien und Frankreich wurde er verletzt und kam 1915 an die Ostfront.
Am 2. Juni 1915 geriet Axel Rudolph während eines deutschen Giftgasangriffs bei Łomża in russische Kriegsgefangenschaft. In der Haft verriet er seine Kenntnisse über die preußische Festung Köln, die die Russen ihrerseits an die verbündeten Franzosen weiterleiteten. Axel Rudolph verbüßte nach eigenem Bekunden anschließend eine Gefangenschaft in Sibirien, floh aus dem Lager bei Irkutsk und kam auf Vermittlung von Elsa Brändström schließlich in das dänische Internierungslager Hald. 1918/19 war Axel Rudolph Freikorps-Angehöriger, verließ das Korps jedoch schnell wieder und arbeitete erneut als Hauer im Ruhrgebiet.
In den 1920er Jahren versuchte Axel Rudolph, sich mit Gelegenheitsjobs und ersten journalistischen Arbeiten über Wasser zu halten. Mit einer dänischen Ehefrau, Marie Stenbæk, hatte er zwei Töchter. Doch die Ehe scheiterte, und Marie ging zurück nach Dänemark.
1929 verdiente Rudolph sich ein Zubrot als Vortragsreisender der Deutschen Friedensgesellschaft.
1930 war Axel Rudolph arbeits- und obdachlos. Er tippelte durchs Land, arbeitete als Tagelöhner und wurde Hausarbeiter im Obdachlosenasyl in Bochum. 1932 erfuhr er, dass er mit einem Exposé für einen Tonfilm einen vierten Platz eines Ufa-Wettbewerbs erreicht hatte. Die Universum Film (Ufa) forderte ihn auf, nach Berlin zu kommen. Gleichzeitig heuerte ihn der Westdeutsche Rundfunk für einen 20-Minuten-Beitrag über China an, und ein Berliner Verlag bezahlte einen Vorschuss für einen ersten Roman. Axel Rudolph zog nach Berlin, begann bei der Ufa als Hilfsdramaturg und konnte schon kurz darauf von seinen Büchern leben.

## Leben ab 1932
Axel Rudolph veröffentlichte unter seinem Namen und den Pseudonymen Heinrich Weiler und Richard Erden in den Jahren 1932 bis 1943 fast 70 Werke der Trivialliteratur. Seine Kriminal- und Abenteuerromane spielen in der Arktis, auf den Ölfeldern Venezuelas, auf hoher See, unter Tage, in den USA, Asien oder den Großstädten Deutschlands und in Dänemark – wobei seine imaginierten Reisen oft den Hintergrund für die Handlungen geben, in denen nicht selten der deutsche Underdog gegen alle Widerstände durch Beharrlichkeit und Ehrlichkeit sein Glück macht. Etliche Bände erschienen gleichzeitig als Taschenbuch und Leinenausgabe und erlebten Nachdrucke als gekürzte Romanhefte oder Zeitungsromane.
Für mindestens vier Kinofilme schuf Axel Rudolph die Buchvorlage oder arbeitete am Drehbuch mit; so etwa auch am Film Der Stern von Valencia (1933, Regie: Alfred Zeisler), der zeitgleich in einer französischen Fassung (Regie: Serge de Poligny) unter anderem mit Jean Gabin als Darsteller in den Kinos anlief.
Im September 1936 zog Axel Rudolph mit seiner Verlobten Gertrud, die er 1933 kennengelernt hatte, in das westhavelländische Dorf Semlin bei Rathenow. 1939 verschärften sich die Bedingungen für die deutsche Unterhaltungsliteratur; Goebbels’ Propagandaministerium betrieb die Instrumentalisierung von Kriminalromanen etc. für nationalsozialistische Zielsetzungen, etwa Erfolgsberichte deutscher Polizeiarbeit. Axel Rudolph wurde aus der Reichsschrifttumskammer ausgeschlossen. Bereits 1932 war er nach einer tätlichen Auseinandersetzung mit SA-Männern angeklagt und von der Ufa gekündigt worden.

## Verfolgung und Hinrichtung
Der Ausschluss aus der Reichsschrifttumskammer war ein Berufsverbot für den Autor. Durch die Hilfe des Afrika-Sachbuchautors Hermann Freyberg, der mehrere von Rudolphs Romanen unter seinem eigenen Namen veröffentlichte, konnte die hieraus resultierende wirtschaftliche Lage gebessert werden. 1943 heiratete Axel Rudolph seine Verlobte Gertrud. Durch Denunziation Else Peeks – einer enttäuschten Geliebten, die Tochter des Semliner Ortsgruppenleiters der NSDAP war – gelangten Briefe in die Hände der Gestapo, in denen Rudolph aus seiner Verachtung für das nationalsozialistische Regime kein Hehl machte.
Silvester 1943 wurden Gertrud und Axel Rudolph in Semlin verhaftet. Nach fünf Monaten Untersuchungshaft im Stapo-Gefängnis Potsdam, Priesterstraße, wurden die beiden nach Berlin überstellt. Am 18. Juli 1944 wurden sie vor dem „Volksgerichtshof“ von Roland Freisler verurteilt. Wegen „Wehrkraftzersetzung“ und „Feindbegünstigung“ wurde Gertrud Rudolph zu dreijähriger Haft mit anschließendem Erziehungslager verurteilt. Axel Rudolph wurde zum Tod verurteilt. Am 30. Oktober starb er unter dem Fallbeil im Zuchthaus Brandenburg-Görden.

## Nachkriegszeit
Gertrud Rudolph lebte noch einige Zeit in Semlin. Ihr Versuch, beim regionalen OdF-Ausschuss (Opfer des Faschismus) die Anerkennung als politisch Verfolgte zu erreichen, scheiterte unter Hinweis auf den Roman Eingereist über Wladiwostok (1938), in dem Axel Rudolph einen Abenteuerroman (offenbar auf der Grundlage seiner eigenen Erlebnisse in Irkutsk) vor der Kulisse sibirischer Arbeitslager und stalinistischer Politkommissare spielen lässt. Das Buch geriet mit zwei später verfassten auf die Liste der auszusondernden Literatur. Auch der eigene Lebenswandel wurde Gertrud Rudolph vom Rathenower OdF-Ausschuss zur Last gelegt – ihr „asoziales Verhalten“, ihre Ansprüche auf Entschädigung aus der Plünderung des Semliner Wohnhauses, die Tatsache, dass sie seit ihrer Haftentlassung „noch nicht einen Tag gearbeitet“ habe. Der Rathenower Ausschuss bezweifelte ihren Haftgrund ebenso wie die nazikritische Haltung von Axel Rudolph und betrieb engagiert die Aberkennung ihres Opferstatus.
Gertrud Rudolph zog enttäuscht nach Bayern, dann nach Gelsenkirchen-Buer. In den 1950er Jahren vermarktete sie den Nachlass ihres Mannes als Groschen- und Heftromane. Sie starb 1996 in Gelsenkirchen-Buer.
Else Peek, Axel Rudolphs Nachbarin und Geliebte, die mit der – freiwilligen oder unfreiwilligen – Weitergabe seines belastenden Briefs die Verhaftung, Verurteilung und Hinrichtung des Schriftstellers auslöste, wurde zusammen mit ihrem Vater, dem Semliner NSDAP-Ortsgruppenleiter Wilhelm Peek, bei Eintreffen der russischen Armee verhaftet, auf Betreiben des evangelischen Generalsuperintendenten Heimerdinger aber bald wieder freigelassen. Sie flohen in die westlichen Besatzungszonen. Während Wilhelm Peek 1949 starb, baute sich Else Peek unweit Hannovers eine neue Existenz auf und führte ein friedliches Leben, bis sie 1995 achtzigjährig starb.

## Gegenwart
Im Frühjahr 2008 präsentierte die gebürtige Semlinerin Heike Brett ihre Recherchen zum Leben des gänzlich in Vergessenheit geratenen Schriftstellers Axel Rudolph in der Semliner Kirchengemeinde. In der Folge begann – zusammen mit dem Redakteur der dörflichen Webseite, Martin Keune – eine intensive Recherche zu den Umständen von Rudolphs Tod und Leben. Am 6. Juli 2008 lief in Semlin auf den Tag genau 70 Jahre nach der Berliner Uraufführung der Film „Mordsache Holm“. Am 13. September 2008 wurde vor dem Semliner Gemeindehaus eine Gedenktafel mit dem Text „Schriftsteller AXEL RUDOLPH * 26. Dezember 1893 † 30. Oktober 1944 Ermordet im Zuchthaus Brandenburg-Görden“ im Gehweg verlegt. Ostern 2009 kam es zum ersten Kontakt mit noch in Dänemark lebender Verwandtschaft des Semliner Schriftstellers, die das Dorf im Westhavelland besuchte.
Im August 2009 erschien in der Edition Q des be.bra Verlages Martin Keunes biografischer Roman Groschenroman über das Leben und Sterben von Axel Rudolph; 2012 der kleine Nachtrag Verrat in Semlin in der Reihe der von Keune herausgegebenen Semliner Hefte.
Die Umsetzung eines 2013 erfolgten einstimmigen Beschlusses des Semliner Ortsbeirates, den zentralen Dorfplatz in „Axel-Rudolph-Platz“ umzubenennen, wurde auf Initiative einzelner Auswärtiger und Einheimischer bisher verhindert. Axel Rudolphs Leben, hieß es in entsprechenden Flugblättern und Leserbriefen, fehle der Vorbildcharakter für diese Ehrung.
Im Zuge der Wiederentdeckung von Axel Rudolph sind seit 2016 eine Reihe seiner Romane als E-Book wiederveröffentlicht worden. Im selben Jahr gelangten Der rote Faden, Die Eisfrau und Maghena gelesen von Wolfgang Berger bzw. Kai Henrik Möller als moderne Hörbuchproduktionen renommierter Verlage in den Handel.

## Romane von Axel Rudolph
- Kameraden im Busch (1933)
- Die Eisfrau. Ein Polarroman (1933) Umschlaggestaltung: Hannah Höch
- Ernst Raumer sucht das Glück. Die Geschichte eines Goldfuchsers (1933)
- Gebt uns ehrliche Waffen! (1933)
- Ick bün hier de Kaptain (1934)
- Achtung Aufnahme (1934) (auch u.d.T. Hans Ingenting und seine große Liebe 1936)
- Ebba Brahe (1934)
- Der Mann aus Rio (1934)
- Der rote Hahn (1935) (Holländische Ausgabe: Vlammen in den Nacht 1937)
- Der Andere – eine Frau (1935)
- Sturm über Schleswig (1935)
- Abenteuer im Osten (1935) Umschlaggestaltung: Hannah Höch
- Der Mann aus der Tiefe. Ein Bergmannroman (1935)
- Miß Gwen und der Kapitän (1935) (Holländische Ausgabe: Rita en har Kapitein 1936)
- Palazzo Grioni (1936) (U.d.T. Abenteuer in Venedig als Fortsetzungsroman, Pseud. Heinrich Weiler)
- Frau im Sturm (1936) (auch u.d.T. Die schöne Sylvia)
- Der Täter ist geständig (1936)
- Der rote Faden (1936)
- Einer vom Regiment Rammin (1936)
- Glück muss der Mensch haben (1936)
- Sonnentod (1937)
- Der Stern von Südafrika (1937)
- Schatten um Rußlands Thron (1937)
- Mädchen im Ozean (1937)
- Tankwart Schulz (1937)
- Um Kopf und Kragen (1937)
- Lore kommt für alles auf (1937)
- Eingereist über Wladiwostok (1937)
- Haben Sie Marlaine gesehen? (1938)
- Panik auf der Perpetua (1938)
- Die gelbe Guayana (1938)
- Ein Schiff fährt hinaus (1938)
- Frau in der Wildnis (1938)
- Herdis hat eine Idee (1938)
- Virgin, die geheimnisvolle Jacht (1939)
- Diamanten in Lüderitzbucht (1939)
- Es gelang der Kriminalpolizei (1939)
- Wo blieb Carl Ermelund? (1940)
- Das Bildnis der Unbekannten (1940) (Französische Ausgabe: Le Portrait de l’Inconnue 1943)
- Mordsache Holm (1941)
- Passagiere der 1. Klasse (1941)
- Große Kinder – große Sorgen (1953, posthum)
- Brand im Excelsior (o. J.)
- Der Mann mit dem karierten Mantel (o. J.)
- Gefahr für Singapore (o. J.)
- Mordsache Hornemann (o. J.)
- Polizeistation Wüstenkönig (o. J.)

Unter dem Pseudonym Heinrich Weiler:
- Amor im Pazifik (1934)
- Feuer im Schiff (1935)
- Inshallah. Ein Fliegerroman (1935) Umschlaggestaltung: Hannah Höch
- Das Mädchen von der Geisterchaussee (1935)
- Hotel in Angola (1940)
- Mordsache Kowalsky (o. J.)

Unter dem Pseudonym Richard Erben:
- Usan und die Menschenräuber (1935)

Unter dem Namen seines Freundes Hermann Freyberg:
- Fünf Groschen für mein Leben (1941)
- Drei Kreuze in Sibirien (1942)
- Kulis aus Ping-Hu (1942)
- Auslandspass Nr. 188042 (1943)
- Rätsel um Herta (1943)
- Ein Toter bricht ein (1943)
- Die letzte Heuer (1943)
- Unaufgefordert erscheint... (1944)
- …erscheint hinreichend verdächtig (1944)
- …aber sonst ein anständiger Kerl (1948, posthum)
- Maghena (1948, posthum)
- Wir suchen Germaine. Ein Pariser Kriminalroman (1948 in Maghena angekündigt, nicht erschienen)
- Die blaue Limosine. Kriminalroman (1948 in Maghena angekündigt, nicht erschienen)
- Rätsel um Ingrid. Kriminalroman (1948 in Maghena angekündigt, nicht erschienen)

Unveröffentlichte Romane und Roman-Exposés im verschollenen Nachlass von Gertrud Rudolph:
- Karat (Exposé)
- Station Bembe (Exposé)
- Seine Ehrbarkeit der Mörder (Exposé)
- Zwischen Dom und Hochgericht (Manuskript)

Die Mehrzahl der Romane erschien in verschiedenen Ausgaben als Fortsetzungsroman, Leinenausgabe, Paperback, gekürzter Heftroman. Etliche Werke erschienen unter mehreren Autorennamen, meist Heinrich Weiler und Axel Rudolph. Das Pseudonym Richard Erben benutzte Rudolph nur ein Mal, als im Februar 1935 in der Neuen Illustrierten Zeitung bereits Fortsetzungsgeschichten unter den Namen Weiler und Rudolph liefen und die dritte Rudolphsche Geschichte, Usan und die Menschenräuber, einen Autorennamen benötigte. Die Buchausgabe erschien 1936 unter dem Namen Heinrich Weiler.

## Drehbücher und Filmvorlagen
- Der Stern von Valencia (1933) Regie: Alfred Zeisler, Drehbuch Friedrich Zeckendorf und Axel Rudolph
- L’étoile de Valencia (1933) Regie: Serge de Poligny, Drehbuch Friedrich Zeckendorf, Jean Galtier-Boissière und Axel Rudolph
- Der Polizeifunk meldet (1939) Regie: Rudolf van der Noss, nach dem Roman Aktenbündel M2-1706/45 von Axel Rudolph
- Mordsache Holm (1938) Regie: Erich Engels, nach dem Roman Der rote Faden von Axel Rudolph